# ابوعبدالله المهدی لدین الله
ابوعبدالله المهدی لِدین الله زیدی معروف به ابن داعی از امامان زیدی در هوسم بود که به خاطر اعلام تساوی میان قاسمیه و ناصریه و همچنین توجه آل بویه به او، مشهور است.

## زندگی‌نامه
ابوعبدالله پسر داعی صغیر بود. او سفرهای بسیاری در ایران، عراق و عمان کرده بود و قلب‌های بسیاری از زیدیان را به عنوان نامزد جذاب امامت ربوده بود. محبوبیتش او را مورد ظن حاکمان قرار داد و او مکرراً زندانی و تبعید شد. زیدیان شمال ایران به دو دسته قاسمیه و ناصریه تقسیم می‌شدند. زیدیان طبرستان و دیلم اغلب قاسمی و گیل‌ها ناصری بودند. وجود دو مکتب مختلف زیدی در گیلان و رقابت‌های سنتی مردمان این ناحیه اختلافاتی را در پی داشت. ابوعبدالله یکی از ائمه قاسمیه که در هوسم (مرکز ناصری‌های گیل) حکومت یافت، در اواسط قرن چهارم توانست این اختلاف را کاهش داده و میان دو مذهب اعلام تساوی کند. وی مورد احترام احمد بویی بود؛ چنانچه به عنوان نقیب علویان با امتیاز مهم نپوشیدن جامهٔ رسمی سیاه و عدم حضور در دربار خلیفه، تعیین شد و حتی احمد او را «امام» خود می‌خواند.
ابوعبدالله المهدی توانست حمایت مردمان گیلان و دیلمان را جلب کرده و در سال‌های ۳۵۵ و ۳۵۶ هجری قمری با صدور حکم جهاد علیه وشمگیر و کشیدن مردم عراق به این معرکه، منطقهٔ گیلان را از نفوذ زیاریان بیرون بکشد. او حتی حکومت بر طبرستان را نیز در سر داشت که موفق بدین عمل نشد.
زیدیان طبرستان و گیلان پس از او به تساوی مذهبی میان قاسمیه و ناصریه معتقد بودند. در حالی که این امر به صورت یک دیدگاه در میان زیدیان ایالت جنوبی خزر به‌طور عموم مورد قبول واقع شد، اما اختلاف را به‌طور کامل از میان نبرد.